# Moneda meme
Una moneda meme, memecoin o shitcoin es una criptomoneda que se originó a partir de un meme de Internet o tiene alguna otra característica humorística.
El término se utiliza a menudo de forma despectiva, comparando el valor o el rendimiento de esas criptomonedas con el de los activos digitales convencionales. Los partidarios, por otro lado, observan que algunas memecoins han adquirido una importancia social y una alta capitalización de mercado.

## Historia
A finales de 2013, Dogecoin se lanzó después de que ingenieros de software la crearan como una broma sobre el meme Doge. Esto provocó la creación de más monedas meme. En octubre de 2021, había 124 monedas meme en circulación.
A finales de 2021, unos anuncios que promocionaban la moneda meme Floki Inu en Londres dieron lugar a investigaciones en torno a su promoción, considerada un producto financiero no regulado por la Autoridad de Normas Publicitarias (ASA) del Reino Unido.
Algunos países han tomado medidas para regular las monedas meme. A principios de 2021, la Comisión de Bolsa y Valores de Tailandia prohibió las monedas meme como parte de una ofensiva contra los bienes digitales sin "ningún objetivo o sustancia claros".

## Popularidad
Las monedas meme aumentaron en popularidad en 2021 y 2022 cuando Elon Musk respaldó Dogecoin, una de las primeras iniciativas. Publicó varios tuits sobre la moneda, incluso diciendo que los productos de la marca Tesla se podía comprar con Dogecoin. Musk fue demandado por inversores que lo acusaron de usar Dogecoin como un valor no registrado para operar un esquema piramidal.
Las monedas meme han experimentado un resurgimiento tras la victoria de Donald Trump en las elecciones presidenciales de Estados Unidos de 2024. Un ejemplo de ello es Fartcoin, cuya valoración superó brevemente los 2 mil millones de dólares. El propio Trump lanzó la moneda meme $Trump tres días antes de su segunda toma de posesión.
Los comentaristas han comparado las monedas meme con el frenesí especulativo y el colapso del mercado de token no fungible o NFT en 2022. El inversor estadounidense David Einhorn dijo: "Hemos llegado a la etapa 'Fartcoin' del ciclo del mercado... Aparte del comercio y la especulación, no tiene ningún otro propósito obvio y no satisface ninguna necesidad que no se atienda en otro lugar".
En enero de 2025, tres administradores de activos estadounidenses se propusieron lanzar fondos cotizados en bolsa que invirtieran en monedas meme vinculadas a Trump y Musk, lo que Financial Times describe como "especulación de casino". En febrero, más de 700 monedas de imitación y spam diferentes fueron enviadas a la billetera digital de Trump por personas que aparentemente buscaban sugerir falsamente que tenían su respaldo.

## Monedas meme notables
Esta lista incluye monedas meme que han recibido una cantidad significativa de cobertura mediática:
- BONK: un perro de dibujos animados creado después del colapso del exchange FTX (3 mil millones de dólares).
- Dogecoin: una criptomoneda creada en 2014 que ha sido promocionada por Elon Musk desde 2021. Ha alcanzado una capitalización de mercado de 62 mil millones de dólares y se ha convertido en una de las 10 monedas principales. Los tuits de Musk incluyen "Dogecoin es la criptomoneda del pueblo", "Sin máximos ni mínimos, solo Doge" y "Una palabra: Doge", y se asociaron con un aumento en el volumen de operaciones y el valor de la moneda. En noviembre de 2024, Trump anunció que Musk y Vivek Ramaswamy liderarían un nuevo Departamento de Eficiencia Gubernamental o DOGE para abreviar.
- $Fartcoin: 2.5 mil millones.
- $HAWK: liberada por Haliey Welch en diciembre de 2024, una mujer estadounidense que se volvió viral en línea por el meme "hawk tuah", y alcanzó un pico de 490 millones de dólares antes de desplomarse a 25 millones. Fue acusada de promover una estrategia de bombeo y descarga, y de participar en un esquema de robo de información privilegiada.
- $LIBRA: creada el 14 de febrero de 2025, como parte del proyecto «Viva la libertad», con el presidente de Argentina, Javier Milei, como su primer y principal promotor. La criptomoneda resultó con ganancias millonarias para los fundadores y pérdidas masivas para las personas que invirtieron en ella, desatando un escándalo político y denuncias de estafa.
- $Melania: El 19 de enero de 2025, la esposa de Trump, Melania, lanzó su propia moneda meme, $Melania. Para el 6 de febrero, la moneda había perdido el 90% de su valor.
- PEPE: en referencia al personaje de cómic Pepe the Frog (8.200 millones de dólares).
- PNUT: hace referencia a Peanut, una ardilla huérfana que fue sacrificada por las autoridades de Nueva York. Alcanzó un valor en circulación de 1.200 millones de dólares.
- $Trump: Anunciado públicamente en las cuentas X y Truth Social de Trump tres días antes de su segunda investidura presidencial. Un día después, la capitalización de mercado alcanzó los 27 mil millones de dólares, con las tenencias de las empresas de Trump en 20 mil millones de dólares. Si bien algunos de los primeros operadores de la memecoin tuvieron grandes ganancias, a principios de febrero de 2025, otros inversores perdieron en total 2 mil millones de dólares después de que el precio del token se desplomara.